# 1996年夏季残疾人奥林匹克运动会阿尔及利亚代表团
1996年夏季残疾人奥林匹克运动会阿尔及利亚代表团是阿尔及利亚派出的1996年夏季残疾人奥林匹克运动会代表团。获得2枚金牌、2枚银牌和3枚铜牌。